# Полум'яні
«Полум'яні» (англ. The Incandescent Ones) — науково-фантастичний роман британського астрофізика Фреда Гойла та його сина Джеффрі Гойла, опублікований у травні 1977 року. Роман описує насичену подіями епічну подорож оповідача, яка, здається, починається як шпигунеська історія часів холодної війни, але, залучаючи життєві сили за межами Землі, зрештою веде до Юпітера.

## Сюжет
Події розгортаються в майбутньому, коли після занепаду цивілізації через нестачу палива чужопланетні прибульці прилетіли на Землю й постачали енергію з енергетичних променів, по одному кожному з політичних блоків; зберігається мир у всьому світі через загрозу втрати влади Східного або Західного блоку.
Пітер, оповідач роману, проживає в Айдахо, США; він студент візантійського мистецтва та за сумісництвом інструктор з лижного спорту. Його батько Анаксагор, відомий як Алекс, був онуком російського священика; Алекс навчив Пітера кататися на лижах; він зник у горах під час катання на лижах, вважався мертвим, коли Пітеру виповнилося п'ятнадцять років. Петро домовляється провести рік в московському університеті; перед тим, як повернутися виявляє, що його вербують як шпигуна. У Москві після декількох запланованих зустрічей отримує інструкції для подорожі до Грузії; по дорозі йому доручено перетнути Туреччину на лижах через гірський перевал.
На снігу в горах Грузії він зустрічає свого батька Алекса. Вони продовжують подорож; під час перерви Алекс нагріває їжу за допомогою акумулятора, джерела живлення якого, за його словами, працюватиме мільярди років. Він стверджує, що вони з Пітером — прибульці; існують дві батареї, одна з яких знаходилася в Америці, вже вилучена з Землі після того, як люди зрозуміли, що вони можуть бути незалежними від енергетичних променів, що загрожуватиме миру в світі; залишок акумулятора потрібно повернути назад. Алекс каже, що не піде з ним; Пітер повинен пройти через перевал, де він зустріне когось, кого впізнає. Сказавши Пітеру піти й повернутися, він підживлює батарею, і відбувається величезний вибух, який створює кратер та розтоплює навколишній сніг. У центрі кратера Пітер дістає батарею й продовжує свою подорож.
Після важкого перетину перевалу він знаходить гірську хатину та зустрічає Едельштама, фізика, якого він колись навчав кататися на лижах у Айдахо; це, мабуть, той чоловік, про якого згадував Алекс, і, ймовірно, він був інопланетянином. Він каже, що вибух повинен був змусити світові держави вважати, що батарея знищена, і відкласти пошуки батареї під страхом радіації. Щоб здійснити відволікаючий маневр, Пітер повинен продовжити подорож з підміненим пакетом замість батареї, яку Едельштам забирає з собою.
У Туреччині місцевого населення забирають Пітера у вантажівці; стався вибух, який, здавалося б, знищив його запасний пакет, згодом він опинився в лікарні в Ерзурумі. Намагаючись втекти з лікарні, його викрадають на вулицю та везуть до будинку в Анкарі, де його допитують росіяни. Після того, як він зрештою розповів про свої контакти, йому роблять ін’єкцію, яка має на меті вбити Пітера; проте його воскрешає та рятує з труни інший Чужинець, який відвозить його на ферму для відновлення. Пітер розуміє, що кожен Чужинець виконує певну функцію.
Пытера проводять до будинку, де збираються люди вищого класу, деякі з яких він вважає прибульцями; господар приймає його як знавця візантійського мистецтва. Він розмовляє з іншим гостем і розуміє, що має поїхати на Марс для участі в енергетичній конференції.
З космічного терміналу Чужопланетянин в Анатолії разом з іншими делегатами конференції відправлється на Марс; проте після прибуття його несподівано переводять на інший космічний корабель, який прямує на Юпітер. У другому польоті Пітера супроводжує йоркширець, який дуже добре грає в карти, але, здається, не може відповісти на жодне з його питань. Наприкінці подорожі він опиняється у дивному залі недалеко від самого Юпітера.
Зал порожній, за винятком фізика Едельштама, у якого є батарея. Він стверджує, що сам не прибулець, але прибув сюди для навчання. Він каже, що Чужинці подібні до роботів, кожен із яких має свою особливість; справжня сила, повідомляє Едельштам, у Полум'яних прибульців, які існують довше за людство; вони керують променями сили, і вони контролюють Чужинців «за допомогою ідей у свідомості; з'являються ідеї, які здаються спонтанними, але насправді це не так». Пітер відрізняється від інших інопланетян, «[він] складніший, цілеспрямованіший, більше відданий реагуванню на події по мірі їх виникнення». Сторонні люди, яких зустрічав прибулець Пітер, вважали його своїм босом.
Вони бачать на стіні кімнати зображення лижника на Юпітері, яке, здається, є посланням від Полум'яних. У скафандрі, оснащеному двома батареями (по одній на кожній лижі), Пітер катається на Юпітері до швидкості світлової кулі; прибувши, він розуміє, що повернувся додому.

## Технічні деталі

### Батарея
У гірській хатині в Грузії Едельштам каже Пітеру, що він має уявлення про те, як працює батарея, хоча деталі йому не відомі. Він порівнює це зі звичайною батареєю, в якій відбуваються зміни в тому, як атоми вписуються в молекули; в акумуляторі Чужопланетян він вважає, що переконфігурація відбувається не серед атомів, а в ядрі атомів, яке містить складові частинки і, можливо, невідому тонку структуру всередині цього. Така реконфігурація мала б потужність Н-бомби, яка якось жорстко контролюється в акумуляторі.
Акумулятор не має видимих елементів управління; Пітер не зміг керувати ним. Едельштам, розмовляючи з Пітером біля Юпітера, припускає, що особливість Алекса як Чужопланетянина полягала в тому, щоб він міг надсилати сигнали до батареї.

### Силові промені
Існують два енергетичних променя, які беруть початок в районі Юпітера і спрямовані до Сонця. Вони знаходяться поза площиною орбіти Юпітера так, що їх ніколи не перехоплює інша планета чи астероїд; вони направляються на Землю, одна спрямована до Східного блоку, а інша — на Захід. Ядерні дослідження заборонені на Землі, щоб забезпечити залежність від силових променів.